# Subaru Justy
O Subaru Justy é um carro subcompacto hatchback vendido pela fabricante japonesa Subaru desde 1984. Entre 1984 e 1994 a Subaru fabricou o Justy por si mesma; desde então, vendeu versões renomeadas de outros veículos sob o nome Justy.
Alguma versões desse modelo foram equipadas com transmissão continuamente variável (Câmbio CVT).

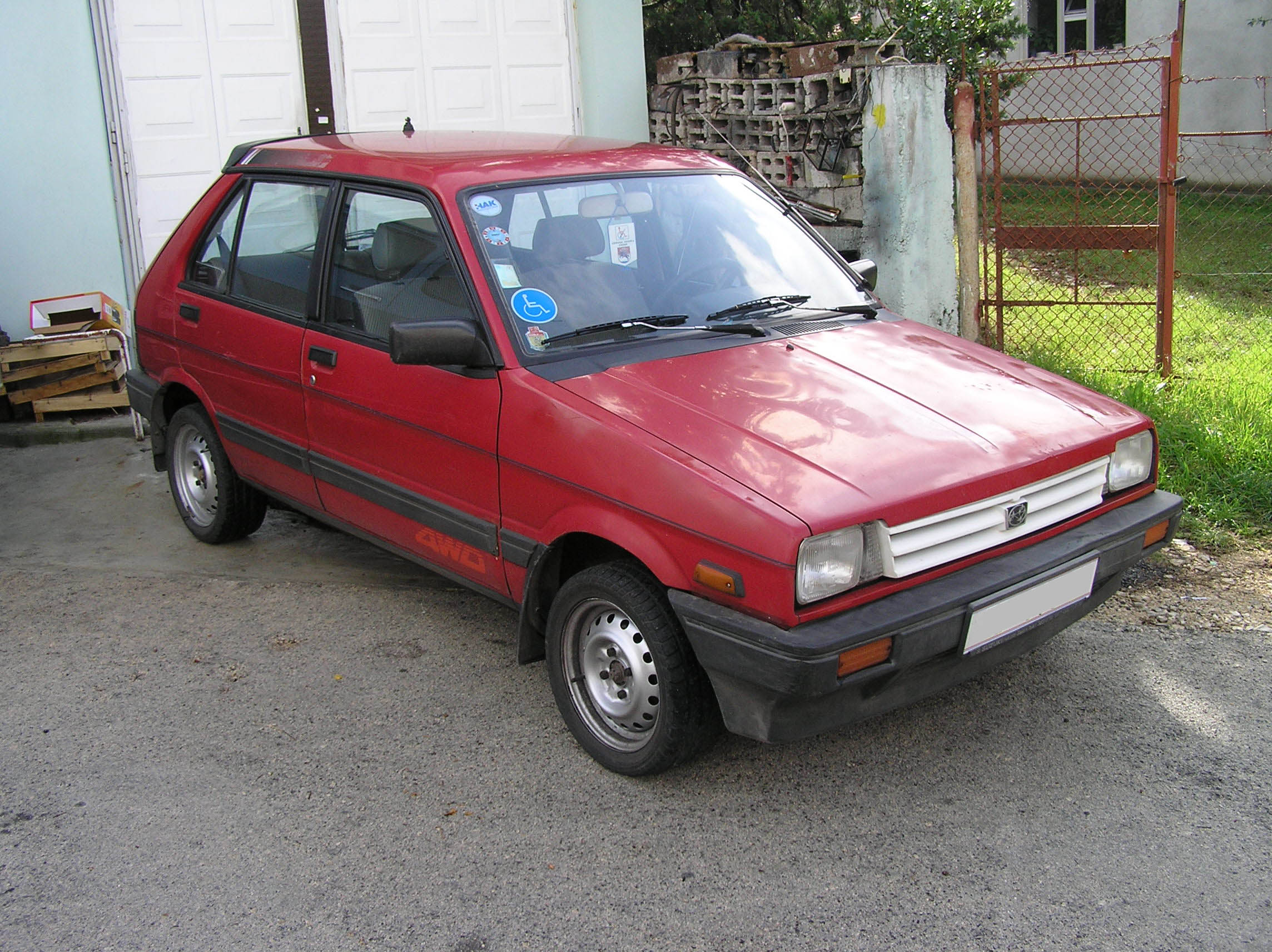
Produzido de 1984 a 1989.
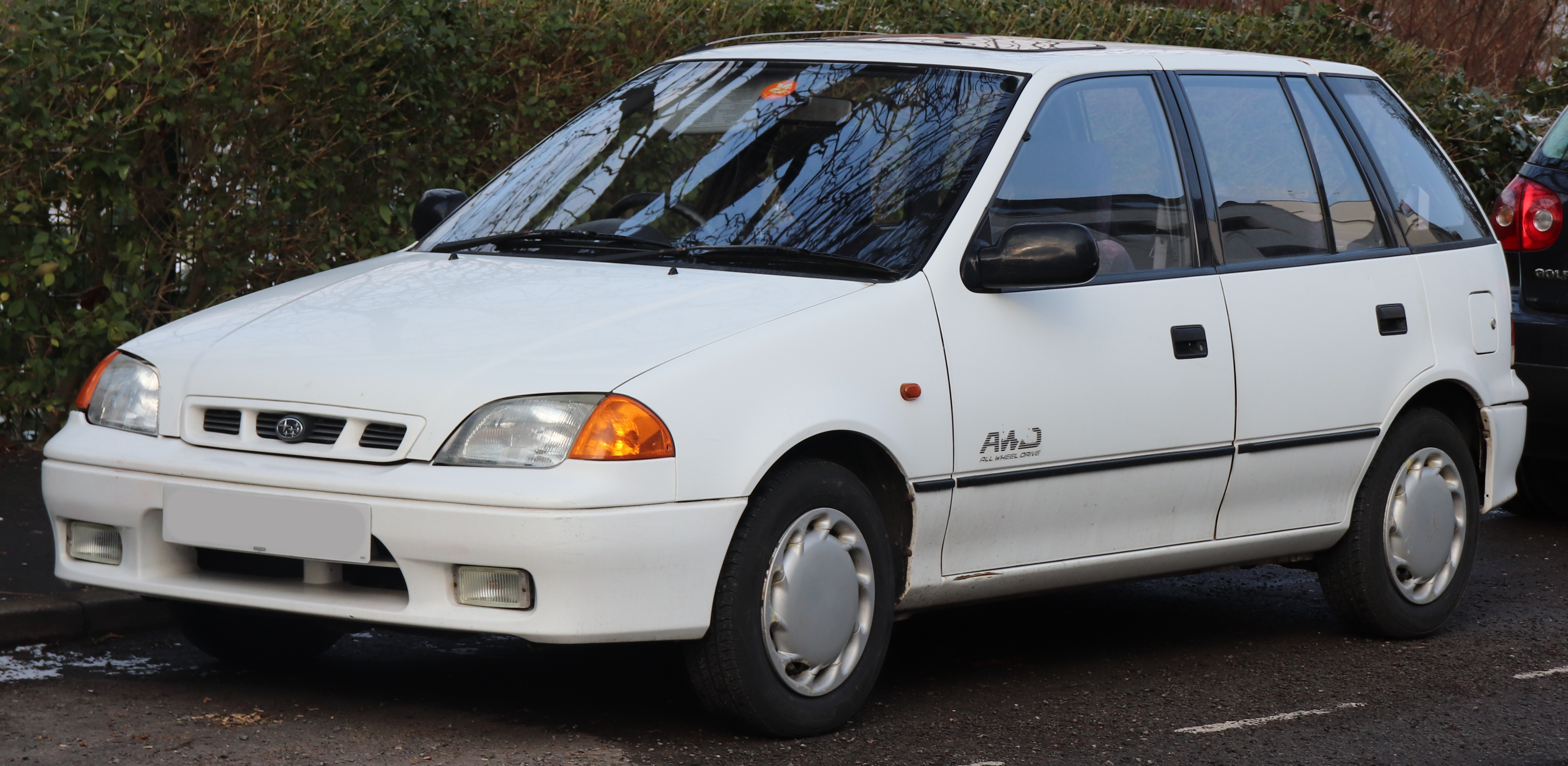
Subaru Justy II: Produzido de 1994 a 2003.
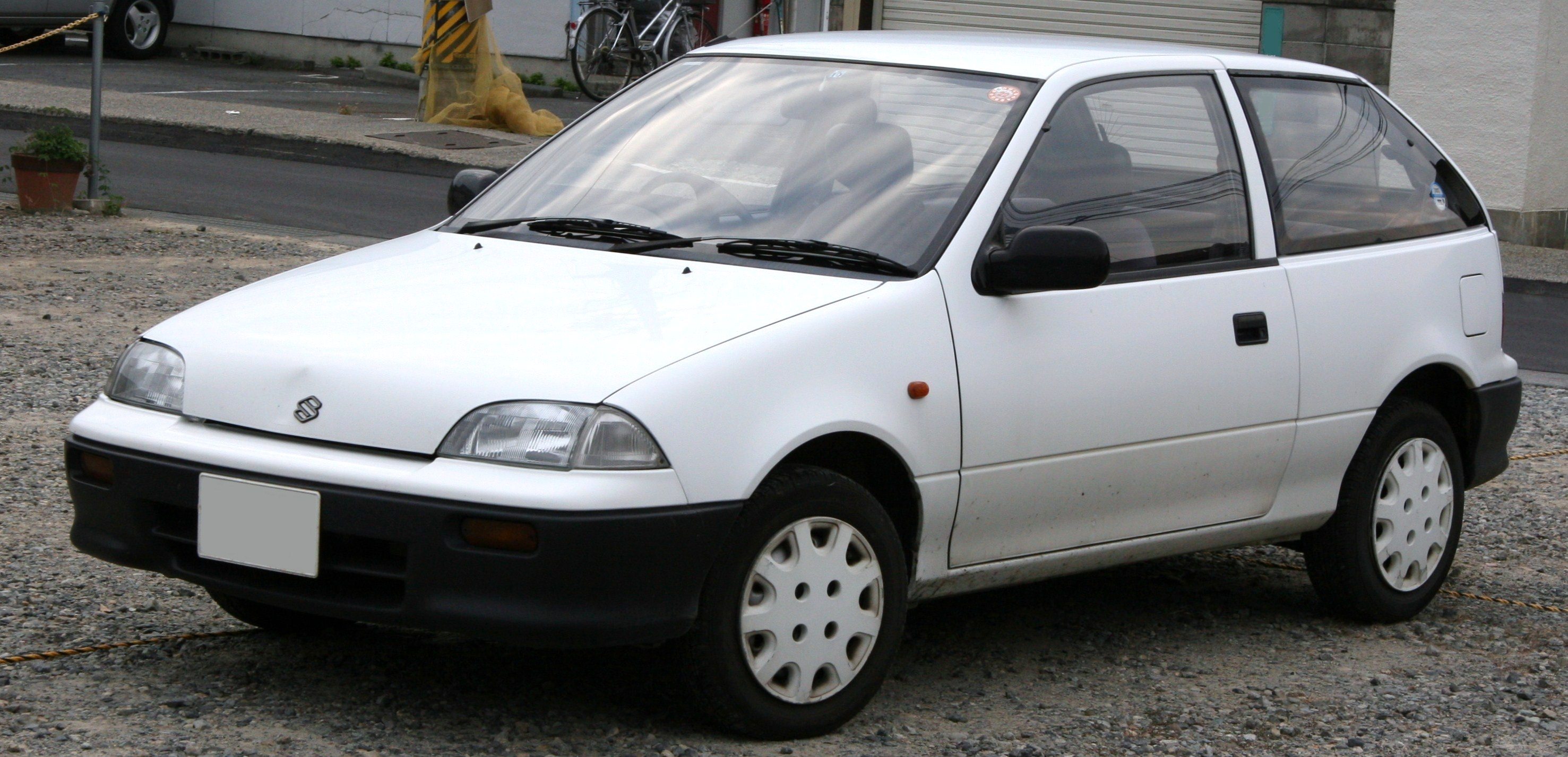
2ª geração (Suzuki Cultus)
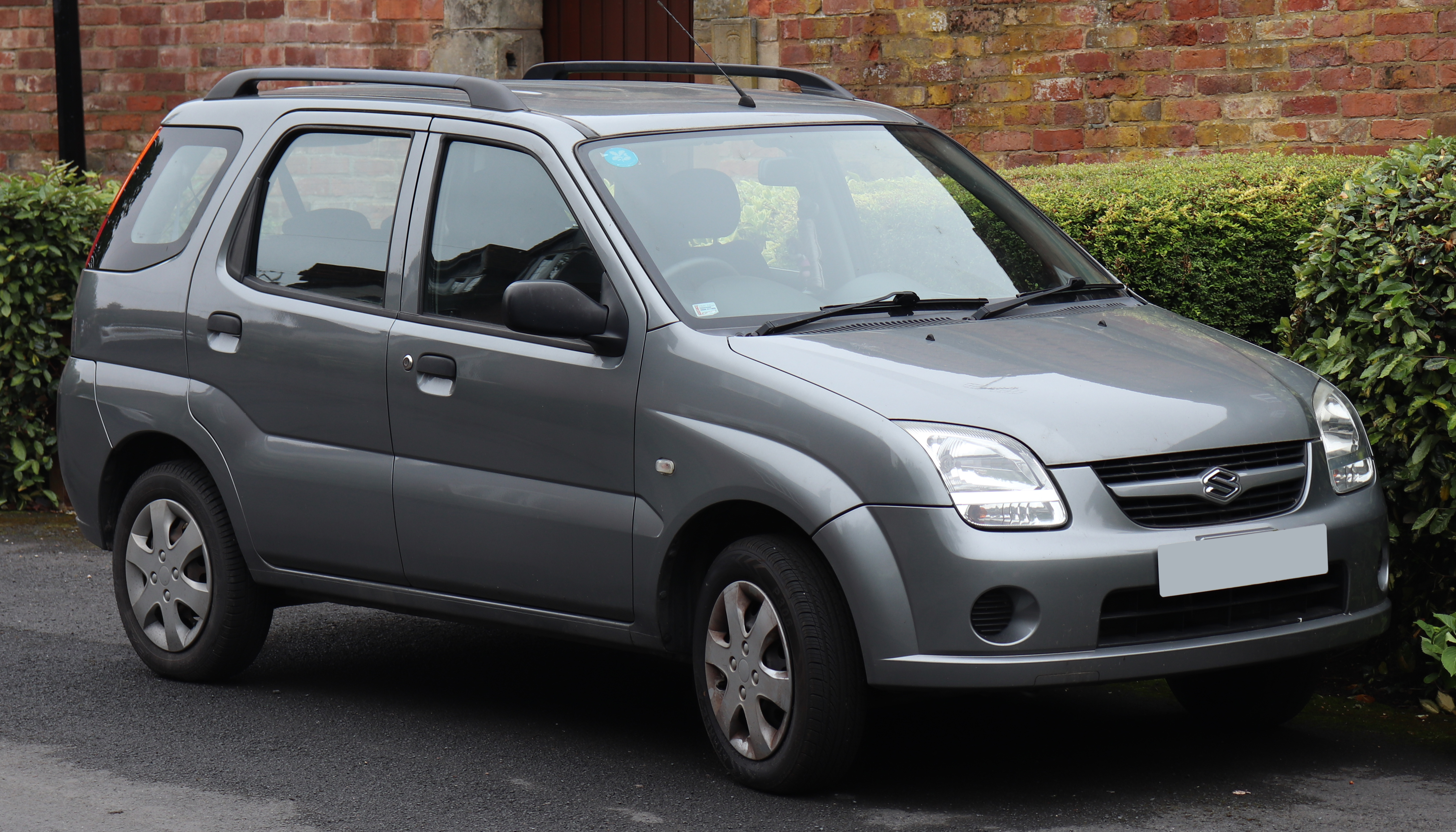
Subaru Justy III: Produzido de 2004 a 2007 (Suzuki Ignis)
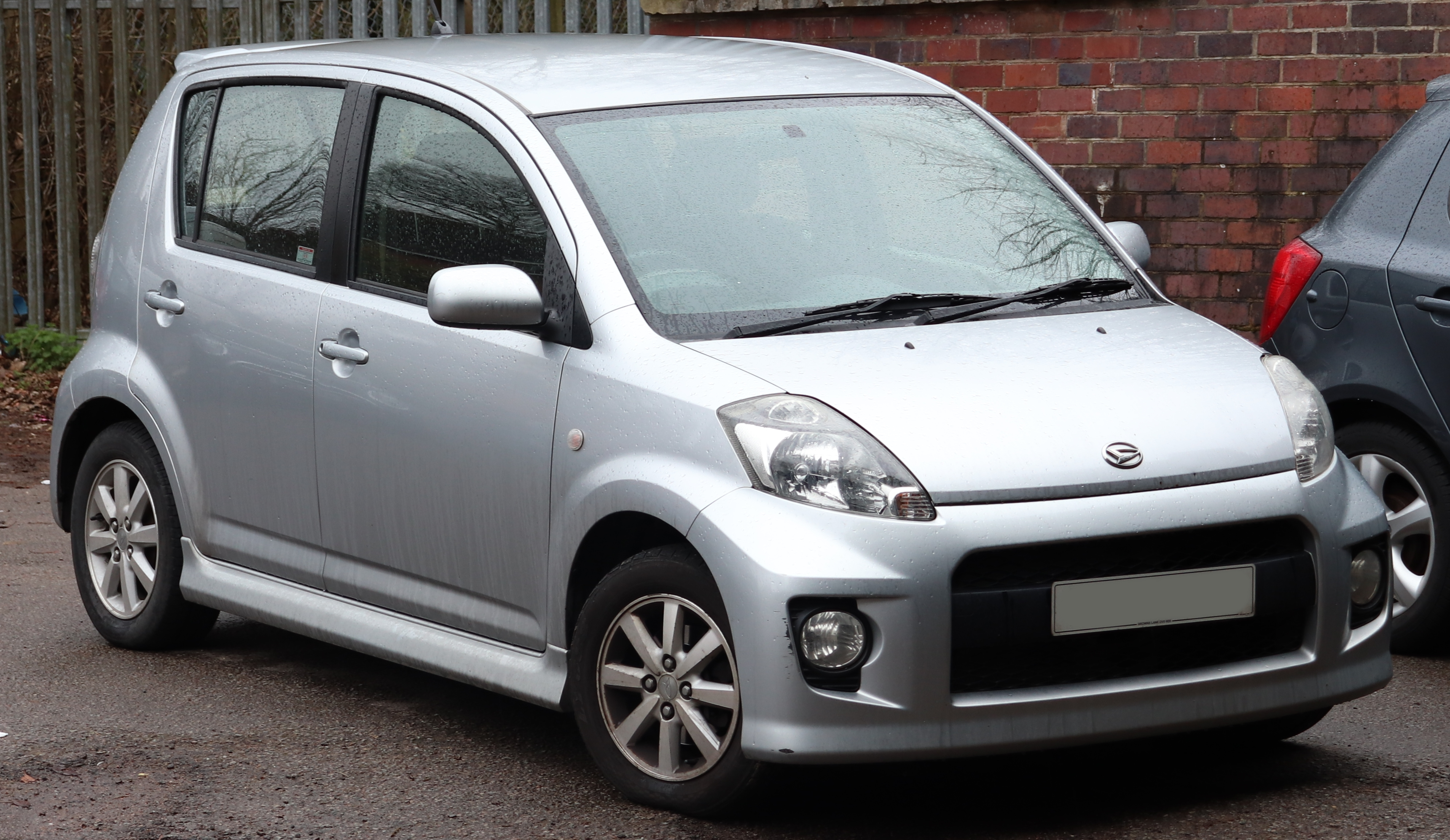
Subaru Justy IV: Produzido de (Toyota Passo/Daihatsu Sirion)